# 高雄燈塔
高雄燈塔，又稱旗後燈塔、旗津燈塔，位於高雄市旗津區旗後山山頂，目前為市定古蹟。

## 歷史

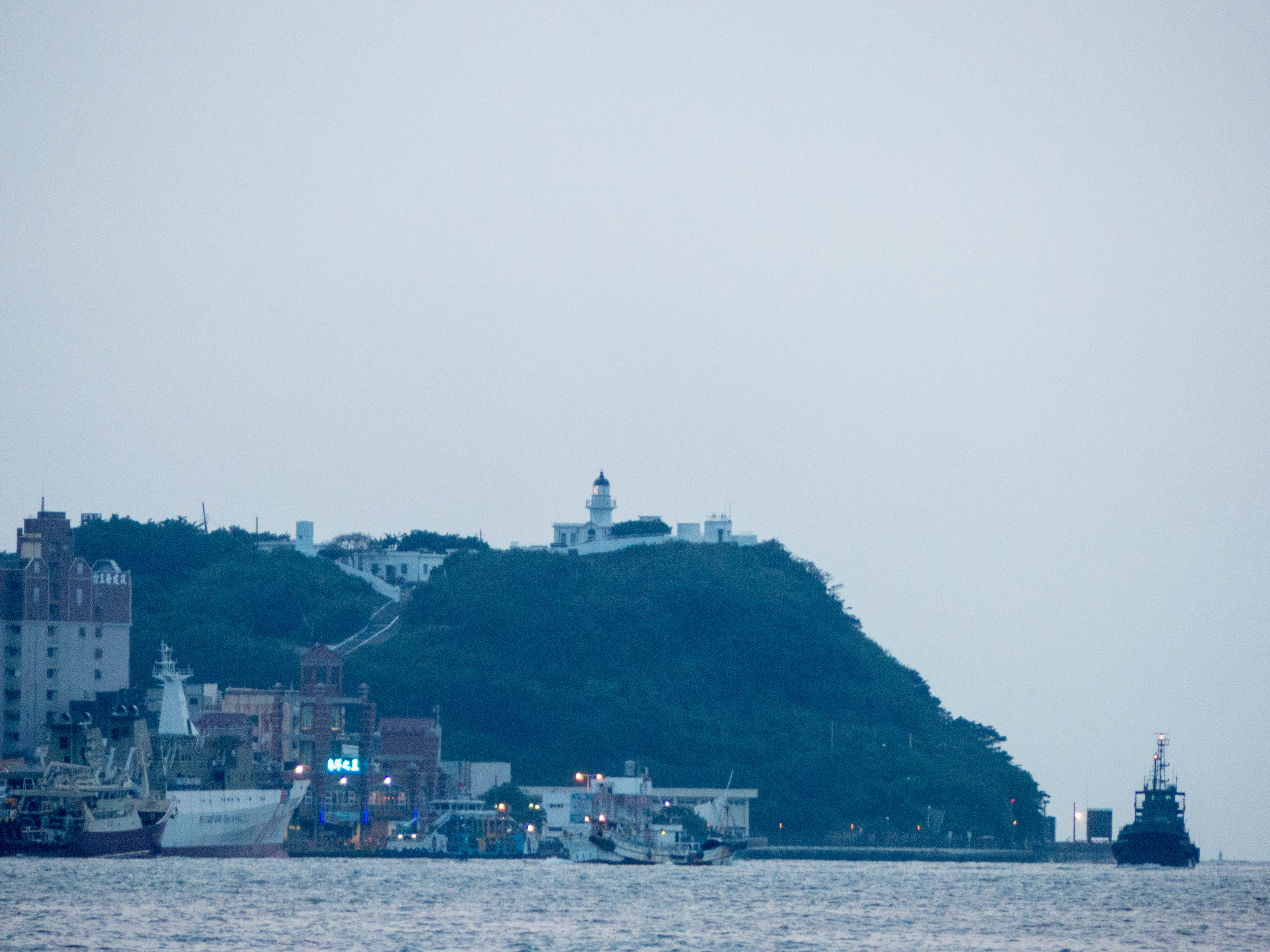
黃昏時由高雄市前鎮區星光水岸公園西北遠眺旗后山旗後燈塔。

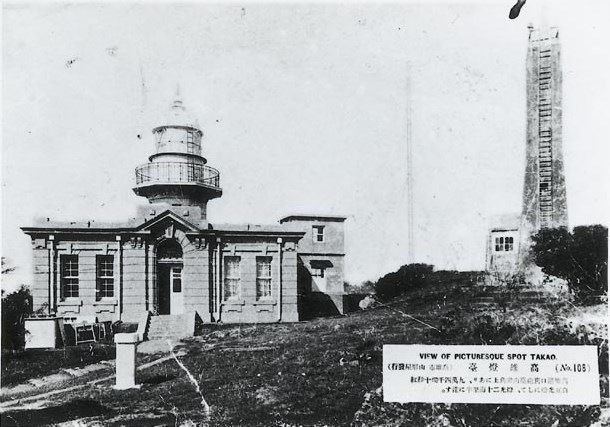
日治時期的旗後燈塔，右為清朝所建舊塔。

### 清治時期
清咸豐十年（1860年），英、法兩國利用戰爭，迫使清廷同意開放雞籠、滬尾、安平及打狗四個通商口岸，同治三年（1864年）打狗正式開港即有建造燈塔之議。而後船隻出入逐漸繁多，港口導航設施不足常發生船難事件，原有中國傳統式的燈竿或旗竿已不符時代需要。
至光緒九年（1883年）始聘英國技師築西式燈塔於旗後山上。據文獻所載，當時為磚造的方形塔，內裝六等單蕊定光燈，見距約十浬，所有的儀器設備均購自英國。

### 日治時期
日人擴建高雄港，為實際需要乃重修燈塔。大正五年（1916年）改建新塔，至大正七年（1918年）完成，新的燈塔在原址旁。塔前有一座西洋式白牆辦公室，草坪上尚有一座日晷儀。修建後的燈塔塔身為八角形，至頂部轉為圓筒狀，有陽臺可供遠眺。燈室外面裝玻璃，圓頂上有風向儀，風向儀上書寫有漢字，東、西、南、北，此種造形極為少見。塔身塗白色，頂部為黑色，高達十一公尺，遠望極為明顯。第二次世界大戰略受損害。

### 中華民國時期
燈塔戰後屢加整修，現在內部所用的導航設備，為新式四等旋轉透鏡電燈，光力強度為八十五萬支燭光。

## 燈塔結構與行政諸元

### 燈塔結構諸元
- 塔高：15.2公尺。
- 塔身塗色・構造：白色八角形磚塔，外觀漆白，外有環繞陽台。
- 燈高：58.2公尺（以高潮面至燈火中心計）。
- 燈器：4等旋轉透鏡電燈。
- 燈質（頻率）：每30秒連閃4次。
  - 明0.4秒，暗4.6秒。
  - 明0.4秒，暗4.6秒。
  - 明0.4秒，暗4.6秒。
  - 明0.4秒，暗14.6秒。
- 光力：850,000支燭光。
- 公稱光程：25.3浬。
- 明弧：320度-158度。
- 無線電標桿：1座。
- 雙頻道雷達標桿：1座。
- 連絡配備：無線電對講機配置。

### 燈塔行政諸元
- 管轄機關：燈塔原為中華民國財政部關務署管理，已於2013年1月1日轉交由中華民國交通部航港局管轄。
- 人員編制：未知。
- 開放參觀與否：可（1992年1月起開放）。每日上午十時至下午九時。
- 電話：07-5715021。

## 關連項目
- 旗津星空隧道
- 台灣燈塔列表
- 美國燈塔列表（Lighthouses in the United States）
- 世界燈塔列表（List of lighthouses and lightvessels）
- 日本燈塔50選

## 外部連結
- 交通部航港局-高雄燈塔 （页面存档备份，存于）
- 高雄燈塔 （页面存档备份，存于）
- 海關博物館 （页面存档备份，存于）
- 旗後燈塔——高雄市政府文化局 （页面存档备份，存于）